# Курово-Браневске
Курово-Браневске (пол. Kurowo Braniewskie) — остановочный пункт в д. Курово-Браневске в гмине Млынары, в Варминьско-Мазурском воеводстве Польши. Бывшая товарно-пассажирская станция. Имеет 1 платформу и 1 путь.
Товарно-пассажирская станция была построена на железнодорожной линии Мальборк — Калининград в 1852 году, когда деревня Курово-Браневске (нем. Kurau, Курау) была в составе Королевства Пруссия. Кроме того с 1945 года здесь ведёт к российско-польской границе тоже грузовая линия Богачево — Мамоново с шириной русской колеи.